# Rexxie
 (août 2024).
La mise en forme du texte ne suit pas les recommandations de Wikipédia : il faut le « wikifier ».
Les points d'amélioration suivants sont les cas les plus fréquents :
- Les titres sont pré-formatés par le logiciel. Ils ne sont ni en capitales, ni en gras.
- Le texte ne doit pas être écrit en capitales (les noms de famille non plus), ni en gras, ni en italique, ni en « petit »…
- Le gras n'est utilisé que pour surligner le titre de l'article dans l'introduction, une seule fois.
- L'italique est rarement utilisé : mots en langue étrangère, titres d'œuvres, noms de bateaux, etc.
- Les citations ne sont pas en italique mais en corps de texte normal. Elles sont entourées par des guillemets français : « et ».
- Les listes à puces sont à éviter, des paragraphes rédigés étant largement préférés. Les tableaux sont à réserver à la présentation de données structurées (résultats, etc.).
- Les appels de note de bas de page (petits chiffres en exposant, introduits par l'outil «  Source ») sont à placer entre la fin de phrase et le point final[comme ça].
- Les liens internes (vers d'autres articles de Wikipédia) sont à choisir avec parcimonie. Créez des liens vers des articles approfondissant le sujet. Les termes génériques sans rapport avec le sujet sont à éviter, ainsi que les répétitions de liens vers un même terme.
- Les liens externes sont à placer uniquement dans une section « Liens externes », à la fin de l'article. Ces liens sont à choisir avec parcimonie suivant les règles définies. Si un lien sert de source à l'article, son insertion dans le texte est à faire par les notes de bas de page.
- La présentation des références doit suivre les conventions bibliographiques. Il est recommandé d'utiliser les modèles {{Ouvrage}}, {{Chapitre}}, {{Article}}, {{Lien web}} et/ou {{Bibliographie}}. Le mode d'édition visuel peut mettre en forme automatiquement les références.
- Insérer une infobox (cadre d'informations à droite) n'est pas obligatoire pour parachever la mise en page.

Pour une aide détaillée, merci de consulter Aide:Wikification.
Si vous pensez que ces points ont été résolus, vous pouvez retirer ce bandeau et améliorer la mise en forme d'un autre article.
Ezeh Chisom Faith, professionnellement connu comme Rexxie né le 10 novebre 1994, est un producteur de disques nigérian, DJ, et auteur compositeur.Il est populaire pour la création du son Zanku ,et produit Naira Marley's Soapy, Tesumole et le chant KPK avec MohBad.

## Biographie

### Jeunesse et carrière
Rexxie est né dans l'État de Lagos, la région du sud-Ouest du Nigeria . Rexxie a fait ses études de base à Abuja et à Lagos où il a grandi ,,elle a fréquenté le Yaba Collège de Technologie et est diplômée de l' Université d'éducation Tai Solarin  .
Rexxie a produit des chansons comme: Comma et Bebo sur l'album Twice As Tall de Burna Boy, lauréate d'un Grammy.
Rexxie a produit de la musique nigériane pour Zlatan, Naira Marley, Davido et Burna Boy.
Rexxie a fait sortir l'album studio A True Champion le 28 juin 2021, qui met en vedette des artistes comme: Zlatan Ibile, Davido, Naira Marley, Zinoleesky, MohBad, Sarkodie, Peruzzi  .

## Discographie de production

### Singles produits
| Artiste                                     | Title            | Reference |
| ------------------------------------------- | ---------------- | --------- |
| Chinko Ekun feat. Zlatan Ibile and Lil Kesh | “Able God”       |           |
| Davido                                      | "Bum Bum"        |           |
| Zlatan Ibile                                | “Zanku”          |           |
| Sarkodie                                    | “Number”         |           |
| Naira Marley                                | "Tesumole"       |           |
| Naira Marley                                | "Mafo”           |           |
| Sarkodie                                    | "No Fugazy"      |           |
| Naira Marley                                | “Aye”            |           |
| Naira Marley                                | “Puta”           |           |
| Naira Marley                                | “Soapy”          |           |
| Mohbad                                      | "KpK"            |           |
| MohBad                                      | "Peace"          |           |
| Burna Boy                                   | "Bebo”           |           |
| Naira Marley featuring Busiswa              | "Coming”         |           |
| Bella Shmurda                               | "Dagbana Orisa"  |           |
| Bella Shmurda                               | “Back2Back”      | [ 12 ]    |
| Asake                                       | “Banger”         |           |
| Burna Boy                                   | “Comma”          |           |
| Tolibian featuring Rexxie                   | “Beware of Dogs” | [ 13 ]    |
| Samsix                                      | “Shinning Star”  | [ 14 ]    |

### Albums studio et EP
- AfroStreet L'EP (2020)
- Un vrai champion (2021)
- Nataraja (2021)
- Grand moment (2023)

## Récompenses et nominations
producteur de l'année (HEADIES)